# Ивановка (Уваровский район)
Ивановка — деревня в Уваровском районе Тамбовской области Российской Федерации. Входит в состав Березовского сельсовета.

## География
Расположена на Барском пруду в 17 км к юго-западу от Уварова и в 93 км к юго-востоку от Тамбова.

## История
Деревня впервые упоминается в епархиальных сведениях 1911 года.
Именно здесь в помещичьей усадьбе на краю деревни в 1889—1917 годах жил и творил русский композитор С. В. Рахманинов.
С 2014 года в Ивановке ежегодно проводится Рахманиновский музыкальный фестиваль.

## Население
| 2002 | 2010 |
| ---- | ---- |
| 555  | ↘480 |

В 1911 году 97 крестьянских дворов с населением: мужского пола — 240, женского пола — 250 человек.
По данным Всесоюзной переписи 1926 года Ивановка насчитывала 113 домохозяйств с населением 556 жителей.

## Экономика
- Сельскохозяйственное предприятие «Имени Карла Маркса»

## Учебные заведения
- Филиал Моисеево-Алабушской средней школы
- Детская музыкальная школа

## Музеи
- Музей-усадьба С. В. Рахманинова